# Erika Furlani
Erika Furlani (Marino, 2 gennaio 1996) è un'altista italiana, medaglia d'argento ai Mondiali allievi 2013 e campionessa italiana assoluta nel 2017.

## Biografia
È figlia di Marcello Furlani (altista da 2,27 m nel 1985) e Khaty Seck (velocista italiana di origini senegalesi), e sorella di Mattia, altista e lunghista.
Nel 2010 conclude quarta ai campionati italiani cadetti, competizione che vince l'anno seguente a Jesolo; il 20 marzo 2011 ad Ancona, con la misura di 1,74, stabilisce la terza migliore prestazione italiana indoor cadette di sempre, dopo l'1,77 m di Roberta Ferencich e l'1,75 m di Alessia Trost.
Durante la stagione indoor 2012 gareggia nell'Incontro internazionale juniores indoor tra Francia, Germania ed Italia a Val-de-Reuil in Francia, finendo al sesto posto. In stagione vince inoltre il titolo italiano allievi e la medaglia d'argento indoor col primato stagionale di 1,77 m, oltre a classificarsi 13ª nel salto in lungo; gareggia anche agli assoluti di Bressanone, chiudendo in ottava posizione.
Nel 2013 conquista il titolo italiano allievi indoor, si classifica 9ª nel salto in lungo e si laurea vicecampionessa all'aperto; prende parte anche agli assoluti di Milano dove finisce al sesto posto. Nel mese di giugno 2014 esordisce con la Nazionale assoluta agli Europei a squadre in Germania a Braunschweig, concludendo al nono posto, ed infine giunge settima ai Mondiali juniores di Eugene negli Stati Uniti d'America.
In Italia, fa doppietta di titoli nazionali juniores indoor-outdoor, con il primato personale indoor di 1,86 m, e poi vince la medaglia di bronzo agli assoluti indoor (con 1,82 m, preceduta a pari misura da Maura Mannucci che ha superata la misura al primo tentativo rispetto ai tre della Furlani). Il 30 luglio del 2014 viene arruolata nelle Fiamme Oro.
Nel 2015 vince il titolo italiano juniores all'aperto, col primato personale stagionale di 1,83 m, ed è vicecampionessa nazionale indoor, col primato stagionale al coperto di 1,84 m; ai campionati assoluti si classifica settima indoor e quinta outdoor. Chiude invece in 9ª posizione agli Europei juniores di Eskilstuna in Svezia.
Il 7 febbraio del 2016 ad Ancona vince la medaglia di bronzo ai campionati italiani promesse indoor. Il 2 luglio del 2017 a Trieste si laurea per la prima volta campionessa italiana assoluta.

## Progressione

### Salto in alto
| Stagione | Misura | Luogo      | Data      | Rank. Mond. |
| -------- | ------ | ---------- | --------- | ----------- |
| 2022     | 1,91 m | Rieti      | 11-6-2022 |             |
| 2021     | 1,88 m | Rieti      | 17-6-2021 |             |
| 2020     | 1,94 m | Rieti      | 11-7-2020 |             |
| 2019     | 1,86 m | Rieti      | 1-6-2019  |             |
| 2018     | 1,86 m | Jesolo     | 10-6-2018 |             |
| 2017     | 1,92 m | Rieti      | 24-6-2017 |             |
| 2016     | 1,91 m | Rieti      | 21-5-2016 |             |
| 2015     | 1,83 m | Rieti      | 13-6-2015 |             |
| 2014     | 1,87 m | Pontedera  | 10-5-2014 |             |
| 2013     | 1,82 m | Donec'k    | 12-7-2013 |             |
| 2012     | 1,77 m | Milano     | 23-6-2012 |             |
| 2011     | 1,72 m | Orvieto    | 29-7-2011 |             |
| 2010     | 1,67 m | Roma       | 9-6-2010  |             |
| 2009     | 1,61 m | Narni      | 28-6-2009 |             |
| 2008     | 1,38 m | Valmontone | 18-5-2008 |             |
| 2007     | 1,18 m | Frascati   | 12-7-2007 |             |

### Salto in alto indoor
| Stagione | Misura | Luogo     | Data      | Rank. Mond. |
| -------- | ------ | --------- | --------- | ----------- |
| 2022/23  | 1,87 m | Hustopeče | 4-3-2023  |             |
| 2021/22  | 1,86 m | Ancona    | 27-2-2022 |             |
| 2020/21  | 1,82 m | Udine     | 27-1-2021 |             |
| 2019/20  | 1,90 m | Ancona    | 23-2-2020 |             |
| 2018/19  | 1,85 m | Ancona    | 27-1-2019 |             |
| 2017/18  | 1,86 m | Ancona    | 4-2-2018  |             |
| 2016/17  | 1,90 m | Ancona    | 5-2-2017  |             |
| 2015/16  | 1,86 m | Ancona    | 7-2-2016  |             |
| 2014/15  | 1,84 m | Ancona    | 8-2-2015  |             |
| 2013/14  | 1,86 m | Ancona    | 9-2-2014  |             |
| 2012/13  | 1,78 m | Firenze   | 27-1-2013 |             |
| 2011/12  | 1,77 m | Ancona    | 18-2-2012 |             |
| 2010/11  | 1,74 m | Ancona    | 20-3-2011 |             |
| 2009/10  | 1,40 m | Rieti     | 28-2-2010 |             |
| 2008/09  | 1,55 m | Rieti     | 29-3-2009 |             |

## Palmarès
| Anno | Manifestazione          | Sede       | Evento        | Risultato | Prestazione | Note  |
| ---- | ----------------------- | ---------- | ------------- | --------- | ----------- | ----- |
| 2013 | Mondiali U18            | Donec'k    | Salto in alto | Argento   | 1,82 m      | [ 3 ] |
| 2014 | Mondiali U20            | Eugene     | Salto in alto | 7ª        | 1,85 m      | [ 4 ] |
| 2015 | Europei U20             | Eskilstuna | Salto in alto | 9ª        | 1,75 m      | [ 5 ] |
| 2016 | Europei                 | Amsterdam  | Salto in alto | 16ª (q)   | 1,85 m      |       |
| 2017 | Europei indoor          | Belgrado   | Salto in alto | 9ª (q)    | 1,86 m      |       |
| 2017 | Europei U23             | Bydgoszcz  | Salto in alto | Bronzo    | 1,86 m      |       |
| 2017 | Mondiali                | Londra     | Salto in alto | 28ª (q)   | 1,80 m      |       |
| 2022 | Giochi del Mediterraneo | Orano      | Salto in alto | 8ª        | 1,84 m      |       |
| 2022 | Europei                 | Monaco     | Salto in alto | 19ª (q)   | 1,78 m      |       |
| 2023 | Giochi europei          | Chorzów    | A squadre     | Oro       | 426,5 p.    | [ 6 ] |

## Campionati nazionali
- 1 volta campionessa nazionale assoluta di salto in alto (2017)
- 2 volte campionessa nazionale promesse di salto in alto (2017, 2018)
- 1 volta campionessa nazionale promesse indoor di salto in alto (2017)
- 2 volte campionessa nazionale juniores di salto in alto (2014, 2015)
- 1 volta campionessa nazionale juniores indoor di salto in alto (2014)
- 1 volta campionessa nazionale allieve di salto in alto (2012)
- 1 volta campionessa nazionale allieve indoor di salto in alto (2013)
- 1 volta campionessa nazionale cadette di salto in alto (2011)

2010
- 4ª ai campionati italiani cadetti (Cles), salto in alto - 1,65 m[7]

2011
- Oro ai campionati italiani cadetti (Jesolo), salto in alto - 1,68 m[8]

2012
- 8ª ai campionati italiani assoluti (Bressanone), salto in alto - 1,71 m[9]
- Argento ai campionati italiani allievi indoor (Ancona), salto in alto - 1,77 m[10]
- 13ª ai campionati italiani allievi indoor (Ancona), salto in lungo - 5,22 m[11]
- Oro ai campionati italiani allievi (Firenze), salto in alto - 1,75 m[12]

2013
- 6ª ai campionati italiani assoluti (Milano), salto in alto - 1,75 m[13]
- Oro ai campionati italiani allievi indoor (Ancona), salto in alto - 1,77 m[14]
- 9ª ai campionati italiani allievi indoor (Ancona), salto in lungo - 5,52 m[15]
- Argento ai campionati italiani allievi (Jesolo), salto in alto - 1,74 m[16]

2014
- Bronzo ai campionati italiani assoluti indoor (Ancona), salto in alto - 1,82 m[17]
- Oro ai campionati italiani juniores indoor (Ancona), salto in alto - 1,86 m[18]
- Oro ai campionati italiani juniores (Torino), salto in alto - 1,84 m[19]

2015
- 7ª ai campionati italiani assoluti indoor (Padova), salto in alto - 1,78 m[20]
- 5ª ai campionati italiani assoluti (Torino), salto in alto - 1,78 m[21]
- Argento ai campionati italiani juniores indoor (Ancona), salto in alto - 1,84 m[22]
- Oro ai campionati italiani juniores (Rieti), salto in alto - 1,83 m[23]

2016
- Bronzo ai campionati italiani promesse indoor (Ancona), salto in alto - 1,86 m[24]
- 4ª ai campionati italiani assoluti indoor (Ancona), salto in alto - 1,83 m
- Bronzo ai campionati italiani promesse (Bressanone), salto in alto - 1,82 m
- Argento ai campionati italiani assoluti (Rieti), salto in alto - 1,83 m

2017
- Oro ai campionati italiani promesse indoor (Ancona), salto in alto - 1,90 m
- Argento ai campionati italiani assoluti indoor (Ancona), salto in alto - 1,84 m
- Oro ai campionati italiani promesse (Firenze), salto in alto - 1,89 m
- Oro ai campionati italiani assoluti (Rieti), salto in alto - 1,88 m

2018
- Bronzo ai campionati italiani assoluti indoor (Ancona), salto in alto - 1,79 m
- Oro ai campionati italiani promesse (Agropoli), salto in alto - 1,82 m

2019
- Bronzo ai campionati italiani assoluti indoor (Ancona), salto in alto - 1,84 m
- Argento ai campionati italiani assoluti (Bressanone), salto in alto - 1,83 m

2020
- Bronzo ai campionati italiani assoluti indoor (Ancona), salto in alto - 1,90 m
- Argento ai campionati italiani assoluti (Padova), salto in alto - 1,82 m

2021
- 4ª ai campionati italiani assoluti (Rovereto), salto in alto - 1,82 m

2022
- Argento ai campionati italiani assoluti indoor (Ancona), salto in alto - 1,86 m
- Argento ai campionati italiani assoluti (Rieti), salto in alto - 1,84 m

## Altre competizioni internazionali
2013
- Argento alle Gymnasiadi ( Brasilia), salto in alto - 1,80 m[25]
- Oro nella Coppa dei Campioni juniores per club ( Brno), salto in alto - 1,77 m[26]

2014
- 9ª agli Europei a squadre ( Braunschweig), salto in alto - 1,83 m[27]

2023
- Campionati europei a squadre di atletica leggera ( Chorzów)